# Pulp Fiction
Pulp Fiction ist ein US-amerikanischer Gangsterfilm von und mit Quentin Tarantino aus dem Jahr 1994. Die schwarze Komödie wurde für sieben Oscars nominiert – darunter in der Kategorie Bester Film – und gewann in der Kategorie Bestes Originaldrehbuch. Auf dem Filmfestival in Cannes wurde er mit der Goldenen Palme ausgezeichnet. Rückblickend gilt der Film als Klassiker der 1990er Jahre.
Der Titel ist der englischen Umgangssprache entnommen. Mit ihm wird „Trivial- oder Schundliteratur“ (englisch pulp fiction) bezeichnet, Nachfolger der Groschenromane, wobei in einem derartigen Heft meist mehrere Kurzgeschichten zusammengefasst sind. Der Film erzählt in nichtchronologischer Folge episodenhaft die Geschehnisse weniger Tage im Leben von Gangstern in Los Angeles.

## Handlung
Die Handlung besteht aus drei Episoden, die miteinander verwoben sind und in nichtchronologischer Reihenfolge erzählt werden; eingerahmt wird der Film von einem Pro- und Epilog, die zusammen genaugenommen eine vierte Episode bilden. Bis auf wenige Szenen, aus denen der Ort nicht näher hervorgeht, spielt sich das komplette Geschehen des Filmes im Großraum Los Angeles ab. Die Handlungsstränge werden durch die Protagonisten und einen MacGuffin verwoben, hier ein Koffer, dessen Inhalt dem Zuschauer nie gezeigt wird.

### Prolog und erste Hauptszene
In einem kurzen Prolog beschließt das Gangsterpärchen Pumpkin und Honey Bunny in einem Diner-Restaurant, dieses auszurauben. An diesen Strang knüpft später die Schlussszene an.
Nach dem Vorspann des Films erfolgt ein Sprung zu einer Szene, die zur später fortgesetzten Episode The Bonnie Situation gehört: Die beiden Auftragsmörder Jules Winnfield und Vincent Vega fahren in einem Auto. Vincent ist vor kurzem aus Europa zurückgekehrt. Sie führen den von dem Gangsterboss Marsellus Wallace erteilten Auftrag aus, sich an ehemaligen „Geschäftspartnern“ zu rächen und einen Koffer abzuholen, der Marsellus gehört. Sie betreten die Wohnung, in der sich nach Kenntnis von Jules und Vincent einige dieser ehemaligen Geschäftspartner befinden, darunter auch ein Mann namens Brett.
Als sie sich davon überzeugt haben, dass sie den gesuchten Koffer samt Inhalt gefunden haben, erschießt Jules während des kurzen Gesprächs wie beiläufig einen der Männer. Nach einer weiteren kurzen Befragung erschießen sie Brett, nachdem Jules sehr eindringlich eine Bibelstelle zitiert hat, die angeblich in Hesekiel 25,17  zu finden sein soll. Es erfolgt ein Szenenwechsel, der mit einem Zwischentitel angekündigt wird.

### Vincent Vega und Marsellus Wallaces Frau
An einem Tisch in einer verrauchten Kneipe sitzt der Boxer Butch Coolidge und bekommt von Marsellus Wallace eine große Geldsumme, damit er in der fünften Runde seines nächsten Kampfes zu Boden geht. Vincent und Butch geraten in der Kneipe kurz aneinander.
Am nächsten Tag kauft Vincent bei seinem Dealer Lance Heroin, setzt sich einen Schuss und holt Mia Wallace, die Frau seines Chefs Marsellus, ab. Er soll ihr während Marsellus’ Abwesenheit ein wenig die Zeit vertreiben. Die beiden gehen in das Lokal Jack Rabbit Slim’s, das im Stil der 1950er Jahre eingerichtet ist und in dem Schauspieler-Doubles als Kellner arbeiten. Ihr Gespräch dreht sich um die Banalität, ob der dort servierte Milkshake den Preis von 5 Dollar wert ist.
Außerdem erzählt die erfolglose Schauspielerin Mia von ihren Erfahrungen, die sich auf einen Pilotfilm einer dann nicht verwirklichten Fernsehserie mit dem Titel Fox Force Five beschränken. In der Toilette nimmt sie Kokain zu sich und besteht anschließend gegenüber Vincent darauf, bei einem Twist-Wettbewerb mitzumachen, um den ausgelobten Preis zu gewinnen. Die anschließende Tanzszene zu Chuck Berrys You Never Can Tell zeigt beide mit Bewegungen, die berühmt für den Film wurden, wie ein Handzug mit zwei gestreckten Fingern in Augenhöhe.
Als Vincent Mia (mit der Siegertrophäe in der Hand) zu Hause absetzt, schwört er sich auf der Toilette, dass nichts weiter passieren wird. Unterdessen findet Mia in Vincents Mantel das Heroin, hält es für Kokain, schnupft eine Überdosis und kollabiert. Als Vincent sieht, was passiert ist, bringt er Mia zu seinem Drogenhändler Lance, der für Notfälle eine Adrenalinspritze parat hat. Mittels einer Adrenalininjektion direkt ins Herz schaffen sie es, Mia wiederzubeleben. Vincent bringt Mia wieder nach Hause. Mia und Vincent sind sich einig, dass Marsellus nichts davon erfahren soll.

### Die goldene Uhr
Butch Coolidge erinnert sich kurz vor seinem Boxkampf an einen Tag in seiner Kindheit, als ihm Captain Koons – ein Kriegskamerad seines im Vietnamkrieg gefallenen Vaters – dessen goldene Uhr überreichte. Laut Koons wurde diese Uhr seit dem Ersten Weltkrieg über mehrere Generationen der Familie Coolidge weitergereicht. Während der Kriegsgefangenschaft in Vietnam hielten Butchs Vater und – nach dessen Tod – Koons die Uhr mehrere Jahre lang „in ihren Ärschen“ vor den Vietcong versteckt.
Butch soll nun absichtlich seinen Boxkampf verlieren, wofür er von Marsellus Wallace bezahlt wurde. Er hat jedoch eigene Pläne, nutzt die Situation aus und wettet auf sich selbst – er schlägt seinen Gegner, welcher im Boxring sogar verstirbt. Eigentlich will er mit seiner Freundin Fabienne sogleich aus der Stadt fliehen, um sich nach Tennessee abzusetzen, doch diese hat die Uhr seines Vaters in der gemeinsamen Wohnung vergessen. Da ihm die Uhr viel bedeutet, fährt Butch trotz des hohen Risikos zur Wohnung. Dort angekommen, nimmt er die Golduhr an sich, entdeckt dann in der vermeintlich verlassenen Wohnung eine abgelegte Maschinenpistole und begegnet Vincent, als dieser arglos die Toilette verlässt.
Butch erschießt ihn und macht sich auf die Rückfahrt zu Fabienne. An einer Ampel trifft er auf den die Straße überquerenden Marsellus Wallace, welcher Butch im Auto erkennt. In einer Kurzschlussreaktion versucht Butch Marsellus mit dem Auto zu überfahren und wird gleich darauf selbst angefahren. Nachdem beide wieder zu sich gekommen sind, schießt Marsellus auf Butch und verfolgt den Flüchtenden bis in ein Pfandleihhaus. Butch überwältigt dort seinen Verfolger und will den am Boden liegenden Marsellus erschießen, doch der Ladenbesitzer Maynard schlägt ihn mit einem Gewehrkolben nieder. Anschließend ruft Maynard telefonisch seinen Freund Zed hinzu mit der Aussage "Die Spinne hat gerade ein paar Fliegen gefangen". 
Als Butch und Marsellus erwachen, finden sie sich gefesselt und geknebelt im Folterkeller des Pfandleihhauses wieder, wo Maynard und Zed sich den Sexsklaven „Hinkebein“ (engl.: „The Gimp“) halten. Während Marsellus im Nebenzimmer von Zed vergewaltigt wird, gelingt es Butch, sich unbemerkt zu befreien und den Sexsklaven zu erschlagen. Er will zunächst fliehen und Marsellus seinem Schicksal überlassen, macht dann aber an der Ladentür kehrt und sucht im Geschäft eine Waffe: Erst findet er einen Hammer, dann einen Baseballschläger, anschließend eine Motorsäge und letztendlich ein japanisches Katana-Schwert, für welches er sich entscheidet. Während Butch den Voyeur Maynard mit dem Samuraischwert niederstreckt und Zed in Schach hält, befreit sich Marsellus und schießt Zed mit einer Schrotflinte in die Genitalien.
Butch und Marsellus treffen eine Vereinbarung: Sie seien nun „quitt“. Butch muss aber die Stadt für immer verlassen und über die Vergewaltigung schweigen. Während Butch sich zu Fabienne begeben möchte, beschließt Marsellus, Zed dort im Keller „mit einer Kneifzange und einem Lötkolben“ zu Tode foltern zu lassen. Butch fährt derweil mit Zeds Chopper zu Fabienne und dann mit ihr in eine ungewisse Zukunft.

### Die Bonnie-Situation
Es erfolgt ein zeitlicher Rücksprung. Nachdem Jules und Vincent Roger und Brett erschossen haben, stürmt ein dritter, welcher sich die ganze Zeit im Badezimmer aufhielt, mit vorgehaltenem Revolver in den Raum und verschießt die gesamte Munition auf die beiden, ohne sie jedoch zu treffen. Er wird kurzerhand erschossen. Jules glaubt wegen der verfehlten Kugeln an ein Wunder, eine göttliche Intervention, und beschließt, seinen „Beruf“ als Killer aufzugeben.
Jules und Vincent nehmen Marvin, Marsellus Wallaces Informanten und somit einzigen Überlebenden der Kleinganovenbande, in ihrem Auto mit. Während der Fahrt und einer Diskussion über die „göttliche Intervention“ schießt Vincent Marvin versehentlich in den Kopf. Um die blutigen Spuren des tödlichen Unfalls schnellstmöglich zu beseitigen, fährt Jules mit ihnen zu seinem Freund Jimmie. Dort können Jules und Vincent jedoch nicht bleiben, da Jimmies Frau Bonnie bald von der Arbeit nach Hause kommen wird und Jimmie generell keine Leichen in seiner Garage haben möchte.
Auf Anfrage von Jules schickt Marsellus deshalb Mr. Wolf, seinen „Cleaner“ und Organisationsgenie für derartige problematische Situationen vorbei, um die Sache zu bereinigen. Mr. Wolf lässt Jules und Vincent das Innere des Wagens säubern und mit Decken auskleiden, bevor er die völlig blutverschmierten Auftragskiller im Garten mit dem Schlauch abspritzt und sie frische Kleidung von Jimmie anziehen lässt. Dann fahren alle drei zu Monster-Joes Abschleppdienst, auf dessen Schrottplatz das Auto mit der Leiche entsorgt wird.
Jules und Vincent besuchen anschließend ein Restaurant, das, während Vincent auf der Toilette ist, von den beiden Ganoven Pumpkin und Honey Bunny überfallen wird – hier knüpft die Handlung direkt an den Prolog an. Pumpkin geht herum und raubt die Gäste aus. Am Tisch von Jules angekommen, fordert er den Koffer. Nach einer nervösen Diskussion ist Jules bereit, den Koffer herzugeben und öffnet ihn – es ist ein goldener Glanz sichtbar, aber nicht sein Inhalt.
Im selben Moment gelingt es Jules, der unter dem Tisch schon die Pistole bereitgehalten hat, Pumpkin zu überwältigen. Da er aber gerade eine „Entwicklung“ durchmacht, überlässt er Pumpkin all sein Geld (er kauft damit für 1500 Dollar Pumpkins Leben, damit er ihn nicht töten muss und den Koffer behalten kann), lässt die beiden ihren Raubzug abschließen und gehen. Jules und Vincent verlassen das Restaurant.

### Chronologie
Die zeitliche Verknüpfung der einzelnen Stränge wird an einzelnen Motiven wie dem Koffer oder der Kleidung von Vincent und Jules erkennbar. Der Koffer wird in der ersten Hauptszene abgeholt, auf der Weiterfahrt geraten die Protagonisten in Die Bonnie-Situation, in der sie ihre Kleider wechseln müssen, mit dem anschließenden Frühstück im Restaurant (Prolog und Schlussszene).
In dieser Behelfskleidung liefern sie zu Beginn der Episode Vincent Vega und Marsellus Wallaces Frau den Koffer bei Marsellus Wallace ab, nachdem der gerade mit Butch Coolidge die Schiebung beim Boxkampf ausgehandelt hat, die wiederum die Grundlage für die Episode Die goldene Uhr bilden wird. Wie schon in der ersten Hauptszene erwähnt Vincent, dass er sich am nächsten Tag um Wallaces Frau Mia kümmern soll; die Episode Vincent Vega und Marsellus Wallaces Frau findet also am Tag nach der Bonnie-Situation statt. Chronologisch am spätesten liegt die Episode Die goldene Uhr, bei der Vincent von dem Boxer Butch erschossen wird.
|                               | Jules & Vincent                    | Butch Coolidge                | Vincent Vega          |
| ----------------------------- | ---------------------------------- | ----------------------------- | --------------------- |
| Tag 1                         | Abholen des Koffers2, 12           |                               |                       |
| Tag 1                         | Bonnie-Situation13                 |                               |                       |
| Tag 1                         | Restaurantszene1, 14               |                               |                       |
| Tag 1                         | Besuch bei Marsellus Wallace4      | Besuch bei Marsellus Wallace3 |                       |
| Tag 2                         |                                    |                               | Heroinkauf bei Lance5 |
| Tag 2                         | Abend mit Mia6                     |                               |                       |
| Tag 3                         |                                    | Gewinn des Kampfes7           |                       |
| Tag 4                         |                                    | Fahrt zur Wohnung8            |                       |
| Tag 4                         | Tod in Butchs Wohnung9             |                               |                       |
| Tag 4                         | Aufeinandertreffen mit Marsellus10 |                               |                       |
| Tag 4                         | Flucht mit Fabienne11              |                               |                       |
| 1–14: Szenenanordnung im Film |                                    |                               |                       |

## Entstehung
1986 arbeitete der erfolglose Schauspieler Quentin Tarantino in einer Videothek und schrieb Drehbücher, die er unaufgefordert an alle möglichen Filmstudios verschickte. Zusammen mit einem Kollegen, Roger Avary, entwarf er ein Drehbuch, das drei der ältesten Klischees miteinander verbinden sollte: „Solche, die man schon eine Zillion Male gesehen hat – den Boxer, der einen Kampf schmeißen soll, es aber nicht tut, den Mafioso, der die Frau seines Bosses einen Abend lang unterhalten soll, und die beiden Killer auf dem Weg zu einem Job.“ Die Elemente der Story sollten an klassische Unterhaltungskrimis der 1920er und 1930er Jahre von Autoren wie Raymond Chandler und Dashiell Hammett erinnern, die in Groschenromanen auf billigem Papier (englisch pulp) erschienen. Daher der Titel des Films.

Titelseite des Drehbuchs, letzte Version vom Mai 1993

### Das Drehbuch
Tarantino wollte nur den Handlungsstrang mit dem Mafioso und der Frau des Bosses schreiben, Avary sollte die Szenen um den Boxer verfassen, und für die Story um die Killer suchten sie einen dritten Autor. Weil sich niemand fand, übernahm Tarantino auch diesen Teil. Weil die Arbeit am Script nicht voranging, wandte sich Tarantino einem anderen Stoff zu; daraus entstand Reservoir Dogs. Der Film wurde ein großer Erfolg beim Sundance Festival 1992, und Tarantino wurde in Hollywood wahrgenommen. Pulp Fiction sollte sein nächstes Projekt werden, für das er alle anderen Angebote zurückwies. Danny DeVito stellte den Kontakt zu TriStar Pictures her, die 900.000 Dollar zusagten. Im Rahmen einer dreimonatigen Weltreise, die sich Quentin Tarantino nach dem Erfolg von Reservoir Dogs gönnte, mietete er sich in ein Hotelzimmer in Amsterdam ein, mit mehreren Notizbüchern voller Ideen, um dort das Drehbuch für Pulp Fiction zu schreiben. Im holländischen Alltag sammelte Tarantino beiläufig Eindrücke, die er einfließen ließ: Darum reden im Thriller die Hauptfiguren Vincent Vega und Jules Winnfield anfangs über holländische Coffeeshops, in denen man legal Marihuana kaufen kann, sowie über die auf sie skurril wirkenden Ess- und Trinkgewohnheiten in Holland und Frankreich in den Hamburgerläden. Nach den Internationalen Filmfestspielen von Cannes, wo Reservoir Dogs außerhalb des Wettbewerbs lief und einen Vertrag bei Miramax bekam, folgte Avary Tarantino, und zusammen schrieben sie den ersten Akt. Über den Anteil Avarys am endgültigen Text gab es Streitigkeiten: Tarantino wollte ihn auf einen Beitrag zur Vorlage reduzieren und ihm einen Festbetrag anbieten; am Ende einigten sie sich auf eine prozentuale Beteiligung und gemeinsame Nennung als Autoren.
Tristar lehnte das Drehbuch anschließend ab, wie auch alle anderen großen Studios. Erst Harvey Weinstein griff für Miramax zu, die kurz zuvor in der Disney Corp. aufgegangen waren. Für ihn war das ein Test, wie weit die ihm von Jeffrey Katzenberg gewährte Autonomie gehen würde, und klärte deshalb das Projekt mit ihm ab. Katzenberg riet zur Vorsicht bei den Drogenszenen, war aber vom Drehbuch begeistert und stimmte sofort zu.

### Besetzung, Dreharbeiten und Synchronisation
| Figur                   | Darsteller           | Deutscher Sprecher |
| ----------------------- | -------------------- | ------------------ |
| Vincent Vega            | John Travolta        | Thomas Danneberg   |
| Jules Winnfield         | Samuel L. Jackson    | Helmut Krauss      |
| Marsellus Wallace       | Ving Rhames          | Tilo Schmitz       |
| Butch Coolidge          | Bruce Willis         | Manfred Lehmann    |
| Mia Wallace             | Uma Thurman          | Petra Barthel      |
| Honey Bunny / Yolanda   | Amanda Plummer       | Marina Krogull     |
| Pumpkin / Ringo         | Tim Roth             | Wolfgang Bahro     |
| Winston „Der Wolf“ Wolf | Harvey Keitel        | Christian Brückner |
| Captain Koons           | Christopher Walken   | Helmut Gauß        |
| Roger                   | Burr Steers          | Matthias Klages    |
| Brett                   | Frank Whaley         | Nicolas Böll       |
| Buddy Holly             | Steve Buscemi        | Dietmar Wunder     |
| Coffeeshop Manager      | Robert Ruth          | Alexander Herzog   |
| Der Vierte Mann         | Alexis Arquette      | Udo Schenk         |
| Ed Sullivan (Ansager)   | Jerome Patrick Hoban | Eberhard Prüter    |
| Esmeralda Villalobos    | Angela Jones         | Ana Fonell         |
| Fabienne                | Maria de Medeiros    | Ulrike Stürzbecher |
| Jimmie Dimmick          | Quentin Tarantino    | Jörg Hengstler     |
| Jody                    | Rosanna Arquette     | Ghadah Al-Akel     |
| Lance                   | Eric Stoltz          | Hans-Jürgen Wolf   |
| Marvin                  | Phil LaMarr          | Peter Flechtner    |
| Maynard                 | Duane Whitaker       | Tom Deininger      |
| Paul                    | Paul Calderón        | Klaus Lochthove    |
| Raquel                  | Julia Sweeney        | Irina von Bentheim |
| Zed                     | Peter Greene         | Stefan Fredrich    |

Für die Rolle des Killers Vincent Vega hatte Tarantino eigentlich Michael Madsen vorgesehen, der in Reservoir Dogs den kriminellen Sadisten Vic Vega spielte. Weil dieser nicht verfügbar war, war der künstlerisch am Ende seiner Laufbahn scheinende John Travolta die nächste Wahl. Weinstein widersprach, er wollte Daniel Day-Lewis, Sean Penn, William Hurt oder Bruce Willis für die Rolle. Tarantino setzte Weinstein unter Druck, weil inzwischen auch andere Studios auf den Stoff aufmerksam geworden waren, und drohte, sich von Miramax zu trennen, wenn Weinstein nicht innerhalb von 15 Sekunden bei Travolta zustimmen würde. Bei 8 Sekunden stimmte Weinstein zu. Nach der Premiere stellte er die Besetzung der Rolle als seine Idee dar.
Da Bruce Willis unbedingt mitwirken wollte, nahm er die Rolle des Boxers Butch an, nachdem der ursprünglich vorgesehene Matt Dillon keinen Enthusiasmus zeigte. Mit Willis, der dank Stirb Langsam als Kassenschlager galt, war der Erfolg des Films für die Produzenten berechenbar geworden. Für die weibliche Rolle der Mia Wallace wollte Tarantino Uma Thurman. Sie zögerte wegen des Drogenkonsums und der sexuellen Gewalt im Film, stimmte aber schließlich zu. Samuel L. Jackson setzte sich mit einer furiosen Drehbuchlesung gegen Paul Calderón durch.
Die Dreharbeiten umfassten 51 Drehtage, beginnend mit dem 20. September 1993 mit der Eröffnungsszene im Fastfood-Restaurant, gefolgt von der Schlussszene der Rahmenhandlung am selben Drehort. Um mit einem Budget von 8,5 Millionen Dollar auszukommen, aber einen glamourösen Effekt zu erzielen, drehte Tarantino auf Filmmaterial mit niedriger Empfindlichkeit. Als Team stellte er Filmleute ein, die nicht der Gewerkschaft angehörten und mit denen er zum Teil schon in Reservoir Dogs zusammengearbeitet hatte. Im November 1993 drehten sie die letzte Szene des Monologs von Captain Koons an den jungen Butch, den späteren Boxer.
Die deutschsprachige Synchronisation entstand durch Hermes Synchron nach einem Dialogbuch von Andreas Pollak, der auch die Dialogregie führte.

### Marketing und Festivals
Tarantino machte den Film vor dem offiziellen Start absichtlich rar. Auf den Filmfestspielen in Cannes 1994 zeigte er nur eine Pressevorstellung am frühen Morgen und eine offizielle Vorführung im Wettbewerb am selben Abend. Aber Weinstein sorgte dafür, dass eine enthusiastische Rezension durch die Kritikerin der New York Times schon vor der Vorführung für die Wettbewerbsjury und das Publikum allen Jury-Mitgliedern in ihren Hotelzimmern zugestellt wurde.
Nach dem Sieg in Cannes wurde der Film erst im September wieder und nur einmal auf dem New York Film Festival gezeigt, nur einen Monat vor dem offiziellen Kinostart. Bei den Oscars 1995 konnte der Film nur den Preis für das beste Originaldrehbuch erringen, die anderen großen Kategorien gingen an Forrest Gump.

## Auswertung
Bei Produktionskosten von 8,5 Millionen Dollar verzichteten sowohl Bruce Willis als auch John Travolta auf einen großen Teil ihrer üblichen Gagen. Stattdessen zahlte Tarantinos Produzent Lawrence Bender allen Darstellern 20.000 Dollar pro Drehwoche. Travolta mietete sich während der für ihn sieben Wochen dauernden Arbeiten im Hotel Beverly Wilshire ein und erzählte, dass er damit sogar noch Geld draufzahlen würde, um am Film mitzuwirken. Alle Hauptdarsteller erhielten aber einen prozentualen Anteil am Erlös des Films.
Miramax konnte die Produktionskosten bereits mit dem Verkauf der Auslandsrechte nach dem Festival in Cannes für 11 Millionen US-Dollar einspielen. Weltweit brachte Pulp Fiction 214 Millionen US-Dollar ein und war damit der erfolgreichste Independentfilm seiner Zeit.

## Musik und Soundtrack
Die Musikauswahl spielt bei Tarantinos Filmen stets eine wichtige Rolle. Die Mehrzahl der Lieder stammt aus den Jahren 1958 bis 1972 und ist im weiteren Sinne dem Surf Rock, der Country-Musik oder dem Soul zuzuordnen. Die 1994er Coverversion des Neil-Diamond-Hits von 1967 Girl, You’ll Be a Woman Soon ist, obwohl erst zum Zeitpunkt der Filmproduktion erschienen, ebenfalls im 1960er-Jahre-Surf-Stil gehalten. Eine sehr funkige Nummer aus der Mitte der 1970er Jahre ist Jungle Boogie von Kool & the Gang. Auch die Country-Soul-Ballade If Love Is a Red Dress (Hang Me in Rags) von Maria McKee aus dem Jahr 1993 fügt sich stilistisch in die 1960er-Jahre-Retro-Musik ein.
Auf der zum Film erhältlichen LP und CD befinden sich neben der Filmmusik auch einzelne Original-Dialoge wie die Diskussion über die europäische Hamburger-Kultur oder das vermeintliche Ezechiel-Zitat.
1. Tim Roth & Amanda Plummer – Pumpkin & Honey Bunny (Dialog) /
Dick Dale & His Del-Tones – Misirlou (1961)
2. Samuel L. Jackson & John Travolta – Royale With Cheese (Dialog)
3. Kool & The Gang – Jungle Boogie (1973)
4. Al Green – Let’s Stay Together (1972)
5. The Tornadoes – Bustin’ Surfboards (1962)
6. Ricky Nelson – Lonesome Town (1958)
7. Dusty Springfield – Son of a Preacher Man (1968)
8. Maria de Medeiros & Bruce Willis – Zed’s Dead Baby (Dialog) /
The Centurians – „Bullwinkle Part II“ (1964)
9. Jerome Patrick Hoban & Uma Thurman – Jack Rabbit Slim’s Contest (Dialog) /
Chuck Berry – You Never Can Tell (1964)
10. Urge Overkill – Girl, You’ll Be a Woman Soon (1994)
11. Maria McKee – If Love is a Red Dress (Hang Me in Rags) (1993)
12. The Revels – Comanche (1964)
13. The Statler Brothers – Flowers on the Wall (1966)
14. Samuel L. Jackson & John Travolta – Personality Goes a Long Way (Dialog)
15. The Lively Ones – Surf Rider (1963)
16. Samuel L. Jackson – Ezekiel 25, 17 (Dialog)

2002 erschien eine Collectors Edition mit 5 zusätzlichen Titeln:
1. The Robins – Since I First Met You
2. Link Wray and His Ray Men – Rumble
3. The Brothers Johnson – Strawberry Letter #23
4. The Marketts – Out of Limits
5. „Stranger Than Fiction / Tarantino Talks!“ (Interview mit Quentin Tarantino)

## Auszeichnungen
| Jahr | Preisverleihung                             | Kategorie                                 | für                                                        |
| ---- | ------------------------------------------- | ----------------------------------------- | ---------------------------------------------------------- |
| 1994 | Internationale Filmfestspiele von Cannes    | Goldene Palme                             | Quentin Tarantino                                          |
| 1994 | Los Angeles Film Critics Association Awards | Preis für besten Hauptdarsteller          | John Travolta                                              |
| 1994 | Los Angeles Film Critics Association Awards | Preis für Beste Regie                     | Quentin Tarantino                                          |
| 1994 | Los Angeles Film Critics Association Awards | Bester Film                               | Quentin Tarantino                                          |
| 1994 | Boston Society of Film Critics Awards       | Beste Regie                               | Quentin Tarantino                                          |
| 1994 | Boston Society of Film Critics Awards       | Bester Film                               | Quentin Tarantino                                          |
| 1994 | Boston Society of Film Critics Awards       | Bestes Drehbuch                           | Quentin Tarantino, Roger Avary                             |
| 1995 | Academy Awards (Oscar)                      | Bestes Originaldrehbuch                   | Quentin Tarantino, Roger Avary                             |
| 1995 | Academy Awards (Oscar)                      | Bester Hauptdarsteller                    | John Travolta                                              |
| 1995 | Academy Awards (Oscar)                      | Bester Nebendarsteller                    | Samuel L. Jackson                                          |
| 1995 | Academy Awards (Oscar)                      | Beste Nebendarstellerin                   | Uma Thurman                                                |
| 1995 | Academy Awards (Oscar)                      | Beste Regie                               | Quentin Tarantino                                          |
| 1995 | Academy Awards (Oscar)                      | Bester Schnitt                            | Sally Menke                                                |
| 1995 | Academy Awards (Oscar)                      | Bester Film                               | Quentin Tarantino, Lawrence Bender                         |
| 1995 | Saturn Awards                               | Bester Action, Adventure, Thriller Film   | Quentin Tarantino                                          |
| 1995 | American Cinema Editors                     | Beste Spezialeffekte                      | Sally Menke                                                |
| 1995 | Japanese Academy Award                      | Bester fremdsprachiger Film               | Quentin Tarantino, Lawrence Bender                         |
| 1995 | BAFTA Awards                                | Bestes Originaldrehbuch                   | Quentin Tarantino, Roger Avary                             |
| 1995 | BAFTA Awards                                | Bester Nebendarsteller                    | Samuel L. Jackson                                          |
| 1995 | BAFTA Awards                                | Bester Hauptdarsteller                    | John Travolta                                              |
| 1995 | BAFTA Awards                                | Beste Hauptdarstellerin                   | Uma Thurman                                                |
| 1995 | BAFTA Awards                                | Bester Schnitt                            | Sally Menke                                                |
| 1995 | BAFTA Awards                                | Bester Film                               | Quentin Tarantino, Lawrence Bender                         |
| 1995 | BAFTA Awards                                | Bester Ton                                | Stephen Hunter Flick, Ken King, Rick Ash, Dean A. Zupancic |
| 1995 | Screen Actors Guild Awards                  | Bester Hauptdarsteller                    | John Travolta                                              |
| 1995 | Screen Actors Guild Awards                  | Bester Nebendarsteller                    | Samuel L. Jackson                                          |
| 1995 | Screen Actors Guild Awards                  | Beste Nebendarstellerin                   | Uma Thurman                                                |
| 1995 | David Lean Award                            | Beste Regie                               | Quentin Tarantino                                          |
| 1995 | Blue Ribbon Awards                          | Bester fremdsprachiger Film               | Quentin Tarantino                                          |
| 1995 | BRIT Awards                                 | Beste Filmmusik                           | Gewonnen                                                   |
| 1995 | Artios                                      | Beste Rollenbesetzung für einen Spielfilm | Ronnie Yeskel, Gary M. Zuckerbrod                          |
| 1995 | Chicago Film Critics Association Awards     | Beste Regie                               | Quentin Tarantino                                          |
| 1995 | Chicago Film Critics Association Awards     | Bestes Originaldrehbuch                   | Quentin Tarantino, Roger Avary                             |
| 1995 | Chlotrudis Awards                           | Bester Schauspieler                       | Samuel L. Jackson                                          |
| 1995 | Chlotrudis Awards                           | Bester Film                               | Nominiert                                                  |
| 1995 | Chlotrudis Awards                           | Bester Nebendarsteller                    | Samuel L. Jackson, Bruce Willis                            |
| 1995 | Chlotrudis Awards                           | Beste Nebendarstellerin                   | Uma Thurman                                                |
| 1995 | César                                       | Bester Fremdsprachiger Film               | Quentin Tarantino                                          |
| 1995 | David di Donatello                          | Bester Fremdsprachiger Schauspieler       | John Travolta                                              |
| 1995 | David di Donatello                          | Bester Fremdsprachiger Film               | Quentin Tarantino                                          |
| 1995 | Directors Guild of America                  | Besondere Leistungen in einem Film        | Quentin Tarantino                                          |
| 1995 | Edgar Allan Poe Awards                      | Bester Film                               | Quentin Tarantino                                          |
| 1995 | Golden Globes                               | Bestes Filmdrehbuch                       | Quentin Tarantino, Roger Avary                             |
| 1995 | Golden Globes                               | Beste Regie                               | Quentin Tarantino                                          |
| 1995 | Golden Globes                               | Bester Film – Drama                       | Quentin Tarantino, Lawrence Bender                         |
| 1995 | Golden Globes                               | Bester Hauptdarsteller – Drama            | John Travolta                                              |
| 1995 | Golden Globes                               | Bester Nebendarsteller                    | Samuel L. Jackson                                          |
| 1995 | Golden Globes                               | Beste Nebendarstellerin                   | Uma Thurman                                                |
| 1995 | Independent Spirit Awards                   | Beste Regie                               | Quentin Tarantino                                          |
| 1995 | Independent Spirit Awards                   | Beste Effekte                             | Lawrence Bender                                            |
| 1995 | Independent Spirit Awards                   | Bester Hauptdarsteller                    | Samuel L. Jackson                                          |
| 1995 | Independent Spirit Awards                   | Bestes Originaldrehbuch                   | Quentin Tarantino, Roger Avary                             |
| 1995 | Independent Spirit Awards                   | Bester Nebendarsteller                    | Eric Stoltz                                                |
| 1995 | Kansas City Film Critics Circle Awards      | Beste Regie                               | Quentin Tarantino                                          |
| 1995 | Kansas City Film Critics Circle Awards      | Bester Film                               | Gewonnen                                                   |
| 1995 | Kinema Junpo Awards                         | Bester Fremdsprachiger Film               | Quentin Tarantino                                          |
| 1995 | London Critics Circle Film Awards           | Hauptdarsteller des Jahres                | John Travolta                                              |
| 1995 | London Critics Circle Film Awards           | Drehbuchautor des Jahres                  | Quentin Tarantino                                          |
| 1995 | London Critics Circle Film Awards           | Regisseur des Jahres                      | Quentin Tarantino                                          |
| 1995 | London Critics Circle Film Awards           | Film des Jahres                           | Nominiert                                                  |
| 2003 | DVD Exclusive Awards                        | Bestes Menu Design                        | Hunter Sauleda                                             |

## Kritiken
Pulp Fiction gilt als Klassiker, was sich auch in den Auswertungen US-amerikanischer Aggregatoren widerspiegelt. So erfasst Rotten Tomatoes fast ausschließlich positive Besprechungen und ordnet den Film dementsprechend als „Zertifiziert Frisch“ ein. Metacritic ermittelt aus den vorliegenden Bewertungen „Einhelliges Lob“. Und They Shoot Pictures, Don’t They? zählt Pulp Fiction zu den 100 angesehensten Werken der Filmgeschichte.

„Mit lakonischem Humor zeigt die brillante schwarze Komödie eine Gesellschaft, die von Brutalität, Dummheit, moralischer Indifferenz und grotesken Zufällen beherrscht wird. Bekannte Muster der Trivialkultur und des amerikanischen B-Pictures werden auf intelligente Weise variiert und konterkariert. Dabei schreckt der Film auch nicht vor exzessiven, wenn auch satirisch überspitzten Gewaltszenen zurück, die teilweise nur schwer verdaulich sind.“

„Mit grotesken Dialogen […] konterkariert Regisseur, Autor und Nebendarsteller Quentin Tarantino einige Szenen von extremer Brutalität. Gleichzeitig entfaltet er eine brillante Story, die die herkömmlichen Erzählstrukturen des Kinos sprengt. Wo sich andere Filme mit eindimensionalen Action-Orgien begnügen, springt Tarantino virtuos zwischen verschiedenen Schauplätzen, Zeiten und Handlungen hin und her, um endlich den Bogen zu schließen und die losen Handlungsstränge zu einem großen Ganzen zusammenzufügen. Für das Gangsterfilm-Genre kam das 1994 einer Revolution gleich, die inzwischen unzählige Kopisten gefunden hat.“

„[Der Film setzt] – seinem Titel entsprechend, der auf die billigen Groschenhefte (‚pulps‘) verweist – auf Tempo, grelle Effekte, auf die atemlose Abfolge von Ereignissen. Aber dieses merkwürdige Konglomerat aus Sex, Gewalt, Humor und Tiefsinn ist äußerst kunstvoll abgestimmt, so dass die Sprünge der Handlung irritierende Akzente setzen. Man wird eingefangen von der Spannung, die in und zwischen den Bildern lebt, und fragt sich am Ende verunsichert, wo die Grenze zwischen ‚pulp fiction‘ und Realität wirklich verläuft.“

„Getäuscht: Pulp Fiction ist kein Meisterwerk, sondern ein brillanter cleverer Stunt, der längst erzählte Geschichten mit einem kleinen Trick trendmäßig konsumierbar macht, ihnen das Noir austreibt und auf der Grenze von schwarzem Humor und blutiger Gewaltparade pendelt, ohne eine Einheit herzustellen: Die Episoden bleiben disparat […] Das hat es in der Schwarzen Serie schon gegeben. Insofern nichts Neues, von multiperspektivischen und alternativepisodischen Filmen von Meistern wie Orson Welles oder Jean-Luc Godard mal ganz abgesehen …“

„Quentin Tarantino inszenierte ein brillantes Puzzlespiel mit einer Fülle überraschender Wendungen, grandiosen Dialogen und einem unschlagbaren Darstellerstab. Allen voran liefert John Travolta eine erstklassige, selbstironische Performance. Zweifellos einer der besten Filme des Jahres 1994.“

Zudem steht der Film auf der Liste der All-Time 100 Movies des Time-Magazins. 2013 wurde Pulp Fiction in das National Film Registry aufgenommen. Und die Nutzer der Internet Movie Database setzen Pulp Fiction in der Liste der Top 250 Filme auf Platz 8.

## Einfluss
- Der Song Scooby Snacks (1996) der amerikanischen Rockband Fun Lovin’ Criminals verwendet einige Originaltöne aus Pulp Fiction.
- Der Horrorfilm Pentagram des Regisseurs Steve Lawson von 2019 zitiert zu Beginn den Diner-Überfall aus Pulp Fiction. Dabei imitiert der schwarze Schauspieler Alexis Rodney den Part von Schauspieler Tim Roth in dessen Rolle als Pumpkin.
- In dem Horrorfilm Halloween: Resurrection (2002) treten zwei junge Studenten auf, die ein Halloween-Fest besuchen und dafür als Kostümierung die schwarzen Anzüge samt Frisur von Vincent Vega und Jules Winnfield tragen.
- In der US-amerikanischen Thrillerserie Mr. Robot beantwortet Hauptfigur Elliot Alderson die Frage, wie es ihm geht, mit: „I think I’m pretty fucking far from okay“, einem direkten Zitat aus Pulp Fiction.[17]
- In der US-Sitcom Seinfeld Folge 21 aus Staffel 8 werden Winston Wolfs Ankunft und einige darauffolgende Dialogteile persifliert. Der Postbote Newman erscheint im Stil von Winston Wolf, um – statt wie in Pulp Fiction einen Tatort zu säubern – die übriggebliebenen unteren Teile von Muffins durch Verzehren zu beseitigen.
- Im Psychothriller Hostel 2 (2007) des Regisseurs Eli Roth läuft, ähnlich wie im ersten Teil Hostel, der Spielfilm Pulp Fiction auf einem alten Fernsehapparat im Foyer eines Hotels. Als Executive Producer war Quentin Tarantino an der Realisierung von Hostel 2 beteiligt, genau wie beim ersten Teil.
- Im Song Uma Thurman (2015) der amerikanischen Band Fall Out Boy wird auf den Tanzstil der Schauspielerin eingegangen, welcher während der Szene des Twist-Wettbewerbs mit John Travolta zu sehen ist.
- Die holländische Rockband DeWolff benannte sich nach der von Harvey Keitel verkörperten Figur Winston Wolf.